# Stemma di Tristan da Cunha

Stemma di Tristan da Cunha

Lo stemma di Tristan da Cunha (Coat of arms of Tristan da Cunha) fu concesso nel 2002. Precedentemente, come dipendenza di Sant'Elena, Tristan da Cunha utilizzava lo stemma di questa dipendenza. 
Lo stemma consiste di uno scudo, con quattro albatros in una figura a specchio blu e bianca. A supportare lo stemma ci sono aragoste tipiche dell'isola. A coronamento dello stemma ci sono una corona navale e una barca tipica.
Il motto è Our faith is our strength, la nostra fede è la nostra forza.
Lo stemma appare sulla Bandiera di Tristan da Cunha, e sulla Union Flag usata dall'Amministratore.